# Johannes Konrad Krommes
Johannes Konrad Krommes (* 22. April 1847 in Neukirchen (Schwalm-Eder-Kreis); † 14. April 1903 ebenda) war ein deutscher Kommunalpolitiker und Abgeordneter des Provinziallandtages der Provinz Hessen-Nassau.

## Leben
Johannes Konrad Krommes war der Sohn des Bäckers und Stadtkämmerers Johannes Krommes und dessen Gemahlin Wilhelmine Roß. Nach seiner Schulausbildung erlernte er den Beruf des Bäckers und betrieb nebenbei eine kleine Landwirtschaft. Im November 1878 wurde er zum Stadtkämmerer seines Heimatortes bestimmt. Vom 25. Mai 1891 bis zu seinem Tode übte er hier das Amt des Bürgermeisters aus.
Für den Kurhessischen Kommunallandtag des Regierungsbezirks Kassel erhielt er 1895 ein Mandat. Dieser bestimmte ihn aus seiner Mitte zum Abgeordneten des Provinziallandtages der Provinz Hessen-Nassau.